# Linia kolejowa nr 256 (D29-1971)
Linia kolejowa nr 256 (D29-1971) - rozpoczynała swój bieg na stacji Nysa, natomiast jej koniec umiejscowiony był na stacji Ścinawa Mała. Była to linia jednotorowa, o szerokości torów 1435 mm, niezelektryfikowana. Linia na całym odcinku była położona na terenie województwa opolskiego.
Obecnie linia jest nieczynna, a tory jej zostały rozebrane.

## Historia linii
- 5 grudnia 1911 roku – otwarcie linii,
- 1 stycznia 1966 roku – zamknięcie linii dla ruchu osobowego,
- 1 stycznia 1971 roku – zamknięcie linii dla ruchu towarowego,
- 1 maja 1971 roku – decyzja o likwidacji linii i początek rozbiórki linii (Wiadomo, że w niektórych miejscach tory istniały jeszcze w roku 1981).

Linia została wybudowana przez firmę Lenz & Co z Berlina obsługującą lokalne linie kolejowe w pobliżu Nysy. W Nysie linie te nie miały połączenia z Kolejową Magistralą Podsudecką, miały oddzielne dworce Nysa Miasto, Nysa Dworzec Mały, jej tor biegł równolegle do torów Magistrali, ale bliżej miasta, między ulicami Bema i Racławicką. W pobliżu obecnej ulicy Zwycięstwa linia kolejowa przebiegała nad torami Kolejowej Magistrali Podsudeckiej wiaduktem. Wiadukt ten nie został odbudowany po zniszczeniach wojennych. Po drugiej wojnie światowej zintegrowano linię z Magistralą, pociągi odprawiono ze stacji Nysa Główna.
Linia nigdy nie doczekała się pełnej realizacji, zgodnej z pierwotnymi planami, które zakładały jej przedłużenie najpierw do Białej, na linii kolejowej Gogolin – Prudnik, a następnie do Głogówka, na linii kolejowej Kędzierzyn-Koźle – Nysa. Realizacji nie doczekały się również plany połączenia stacji w Ścinawie Małej, ze stacją w Prudniku, linią kolejki wąskotorowej.